# Marcus Manlius Capitolinus
Pour les articles homonymes, voir Manlius Capitolinus.
Marcus Manlius, dit parfois Capitolinus est un homme politique romain, consul en 392 av. J.-C. Il devient héros de la République romaine après sa participation à la défense du Capitole contre les Gaulois de Brennus. Cinq ans plus tard, Marcus Manlius cherche à gagner les faveurs de la plèbe, ce qui lui vaut d'être accusé de tenter d'établir une tyrannie. Jugé et reconnu coupable, il est exécuté en étant précipité du haut de la roche Tarpéienne. 
Il a pour père Titus Manlius Imperiosus Torquatus et pour frère Aulus Manlius Capitolinus.

## Biographie

### Consulat (392)
En 392 av. J.-C., ce sont de nouveau deux consuls qui sont élus, avant que le tribunat consulaire ne monopolise de nouveau le pouvoir sans discontinuité jusqu'en 367 av. J.-C. Les consuls élus sont Marcus Manlius et Lucius Valerius Potitus. Ils remportent une victoire sur les Èques près du Mont Algide pour laquelle Lucius Valerius obtient l'honneur de célébrer un triomphe et Marcus Manlius une ovation. Les deux consuls président les Ludi magni pour célébrer la victoire sur Véies et consacrent le temple de Junon Regina construit par Marcus Furius Camillus sur l'Aventin. Ils prennent ensuite le commandement de la guerre déclarée à la ville de Volsinies et aux Sapinates mais une épidémie les empêche de partir en campagne. Ils semblent également touchés par l'épidémie et abdiquent assez tôt dans l'année mais les Fastes capitolins ne donnent pas de consules suffecti.

### Sac de Rome (390)

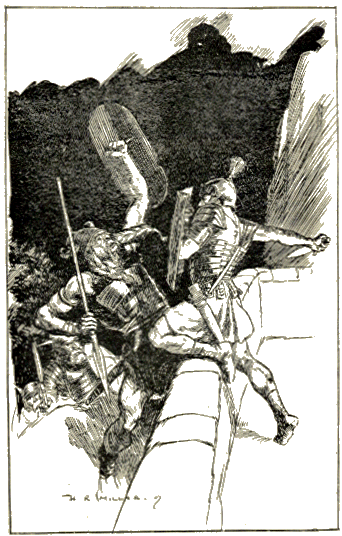
« Juste à temps pour repousser les premiers assaillants » dans Stories from Ancient Rome, Alfred J. Church.

Pendant l'invasion gauloise de 390 av. J.-C., les Romains se réfugient dans la citadelle du Capitole. Une nuit, les Gaulois tentent d'emporter la citadelle. Ils ne font aucun bruit et ne réveillent personne, mais une fois en haut de la citadelle, les oies consacrées à Junon, aussi appelées « oies du Capitole », qu'on a épargnées malgré la disette, s’éveillent et poussent des cris qui réveillent Marcus Manlius alors commandant de garnison. Il crie pour réveiller les soldats romains et, pendant que ceux-ci s'agitent et essayent de comprendre ce qui se passe, Marcus Manlius donne un coup de bouclier au premier Gaulois qui a posé le pied sur le sommet de la citadelle, le renversant. Celui-ci tombe et entraîne tous ses compagnons avec lui dans sa chute.
Marcus Manlius est alors considéré comme un des héros du dévouement à la République romaine, à l'instar d'Horatius Coclès ou encore Caius Mucius Scaevola. Cet épisode mythique est relaté en détail dans le cinquième livre de l'Histoire romaine de Tite-Live.

### Procès et exécution (385-384)
Mais plus tard, Marcus Manlius, ambitieux, est accusé par le dictateur Camille de vouloir se faire roi, ce qui est considéré comme un acte de haute trahison passible de la peine de mort, ainsi que d'avoir détourné une partie de l'or gaulois. Il est condamné à être précipité du haut de la roche Tarpéienne.
Par la suite, L. Furius Camillus, le fils de Camille fait le vœu de construire un temple à Juno Moneta à l'emplacement probable de la maison détruite de Manlius.

## Analyse moderne
Les auteurs modernes s'accordent sur le fait que la légende de Manlius Capitolinus s'est constituée progressivement sur des bases où l'invention romanesque se mêle au folklore pour se fixer définitivement à l'époque de Sylla, auquel a été assimilé Camille, et Marius, auquel a été assimilé Manlius. L'innovation la plus visible serait l'ironie tragique qui fait se dérouler son exécution sur les lieux mêmes de son exploit. Timothy Peter Wiseman a souligné le parallélisme de ces récits et attribue l'invention de ce motif dramatique à l'historien romain Valerius Antias. Emprunté à la tragédie grecque, ce motif repose sur la notion récente d'un destin tragique subi sans être connu d'avance.